# Mara Antelling
Mara Antelling, pseudonimo di Anna Menegazzi coniugata Piccoli (Treviso, 1864 – Venezia, 26 agosto 1904), è stata una scrittrice italiana. È nota per il suo lavoro sul costume e per il suo saggio sulle scrittrici italiane pubblicato nell'almanacco Bemporad.

## Biografia
Cresciuta a Conegliano, lavorò come impiegata al locale ufficio delle Poste e sposò il giornalista Giacinto Piccoli, col quale ebbe una figlia.
Firmandosi Marchesa di Riva scriveva una rubrica sulla rivista Natura ed Arte dal titolo L’arte e la moda.
Scrisse articoli per riviste femminili, dove dava consigli di stile alle sue lettrici ma collaborò con diversi vari giornali, nei suoi articoli spesso condusse un’analisi sociologica del costume dell’epoca.
Per la casa editrice Bemporad, sotto lo pseudonimo di Mara Antelling, scrisse un saggio sulle maggiori scrittrici italiane viventi, che ebbe una certa notorietà ma nel volume non fu citata la scrittrice Matilde Serao che godeva già di una certa popolarità a quei tempi.

## Opere
- La poesia delle cose, con prefazione di Sofia Bisi Albini, Milano, Stab. Tip. Casa Edit. Ditta Giacomo Agnelli, 1899
- Al vento. Per le signorine, Milano, Stab. Tip. Casa Edit. Ditta Giacomo Agnelli, i, 1900
- Sotto le ali della Pietà, Milano, Tip. Umberto Allegretti, 1903
- Con Anna Vertua Gentile, Le due felicità. Gessica a Nora, Nora a Gessica, Torino, Stamp. Reale Della Ditta G. B. Paravia e C. Edit., 1901,  Seconda ristampa: Torino, Ditta G. B. Paravia e C., 1918
- La fiera di Lydia (racconto) in Donne allo specchio: I più bei racconti della letteratura italiana al femminile a cura di Guido Davico Bonino, Milano, Biblioteca Universale Rizzoli, 2015

Opere firmate come Ada Antelling
- Non più solo; Occhi parlanti, Milano, Remo Sandron editore, prima edizione ?, ristampa: 1913
- In peccato mortale; Messaggere di pace, Milano, Remo Sandron editore, prima edizione ?, ristampa: 1913
- Nostalgia di rose; I passeri di Lily; Un protetto di Dora, Milano, Remo Sandron editore, prima edizione ?, ristampa: 1915